# Maschere tradizionali africane

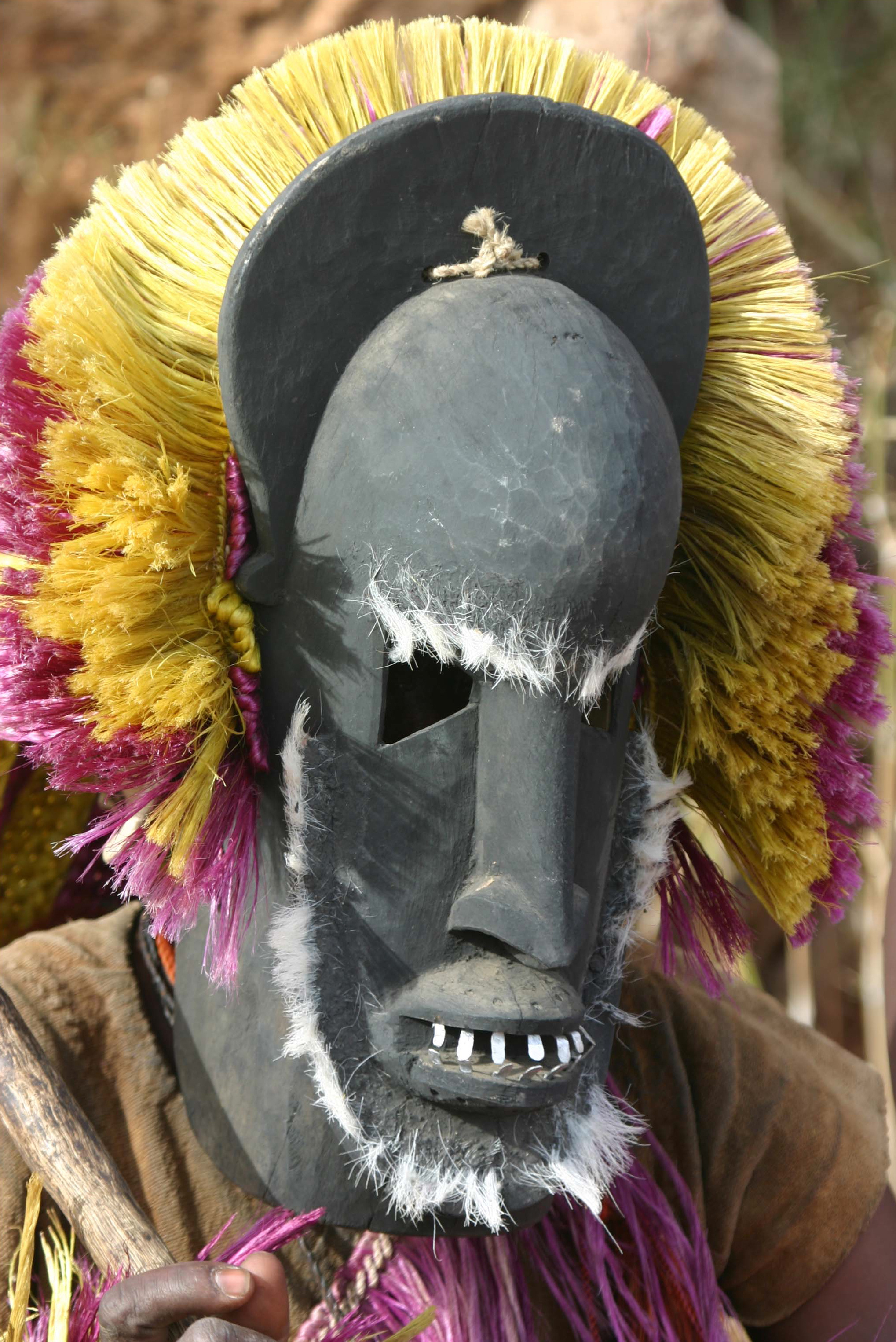
Una maschera tradizionale Dogon

Le maschere africane sono un elemento fondamentale della cultura tradizionale e dell'arte dei popoli dell'Africa subsahariana e occidentale. Diverse culture associano a questi oggetti differenti significati specifici, ma sono elementi costanti l'attribuzione alle maschere di significati spirituali, il loro uso nelle danze e in altri riti religiosi, e il riconoscimento di uno speciale status sociale agli artisti che le realizzano e a coloro che le indossano durante le cerimonie. Nella maggior parte dei casi, la creazione di maschere è un'arte che si tramanda di padre in figlio, insieme alla conoscenza dei valori simbolici e religiosi associati.
Le maschere sono una delle forme d'arte africana più note in Europa e America, e nel XX secolo sono servite come ispirazione per movimenti artistici come cubismo, fauvismo ed espressionismo.

## Significato rituale e sociale

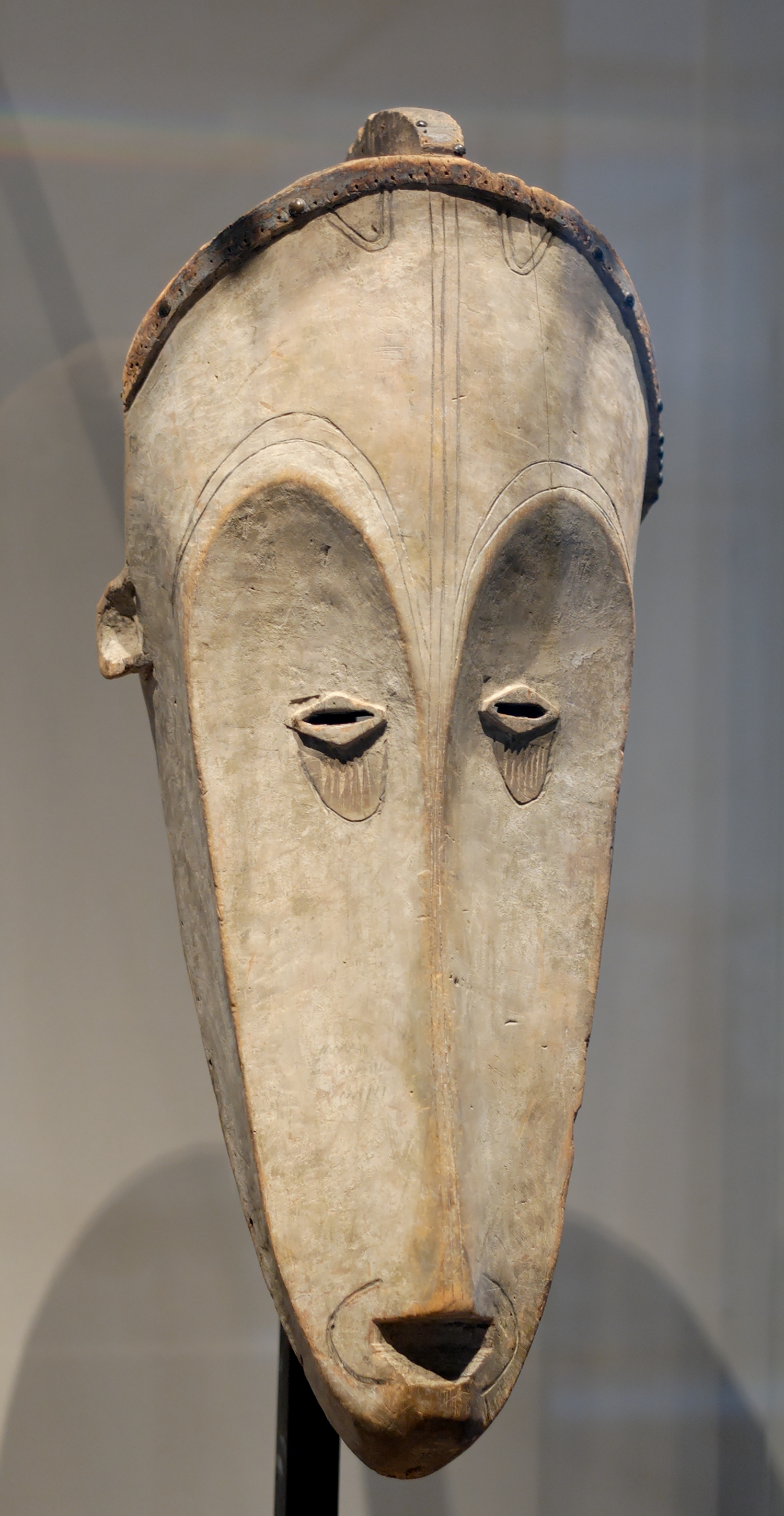
Maschera utilizzata nelle cerimonie magiche ngil del popolo fang, Gabon, XIX secolo

Nella maggior parte delle varie culture africane tradizionali, chi indossa una maschera abbandona la propria identità e viene trasformato nello spirito che la maschera rappresenta. Questo scopo viene in genere raggiunto con l'ausilio di altri elementi rituali, come certi tipi di musica o di danza; in diverse culture, inoltre, la maschera si accompagna a costumi rituali, che contribuiscono a nascondere l'identità del danzatore o del sacerdote mascherato. Colui che indossa la maschera diventa quindi una sorta di medium che consente al villaggio di dialogare con le proprie divinità, gli antenati, i defunti, gli animali o altri spiriti della natura. Per questo motivo, danze e rappresentazioni mascherate svolgono spesso una funzione propiziatoria in cerimonie e celebrazioni come matrimoni, funerali, riti di iniziazione, feste del raccolto. Fra i rituali più complessi si possono citare le rappresentazioni in costume e maschera di alcuni popoli della Nigeria, fra cui Yoruba ed Edo, che presentano molte analogie con il concetto occidentale di teatro.
Poiché ogni maschera ha uno specifico significato spirituale, alcuni popoli hanno decine di diverse maschere tradizionali. La religione dei Dogon del Mali, per esempio, è caratterizzata da un ricco pantheon di spiriti, a cui corrispondono oltre 70 tipi di maschere. Spesso, la qualità di una maschera riflette la posizione del soggetto nella gerarchia degli spiriti; per esempio, maschere estremamente lineari come le kple kple dei Baulé della Costa d'Avorio (essenzialmente un disco con una rappresentazione minimalista di occhi, bocca e corna) sono generalmente associate a spiriti minori.
Dato il significato spirituale delle maschere, non tutti i membri della società sono autorizzati a indossarle. Spesso questo onore è riservato agli uomini, e in particolar modo agli anziani o comunque alle persone di alto rango. Alcune maschere sono riservate ai capi e ai re; per esempio, i capi del popolo Pende (Congo) indossano tre diverse maschere, ciascuna delle quali conferisce loro speciali poteri. Spesso, le maschere di maggiore prestigio sono quelle associate agli spiriti dei re defunti; la maschera indossata dal re del Regno di Kuba, per esempio, rappresentava il fondatore del regno e primo antenato della dinastia regale. In numerose tradizioni si trovano maschere associate a particolari società di guerrieri o di stregoni.

## Soggetto e stile

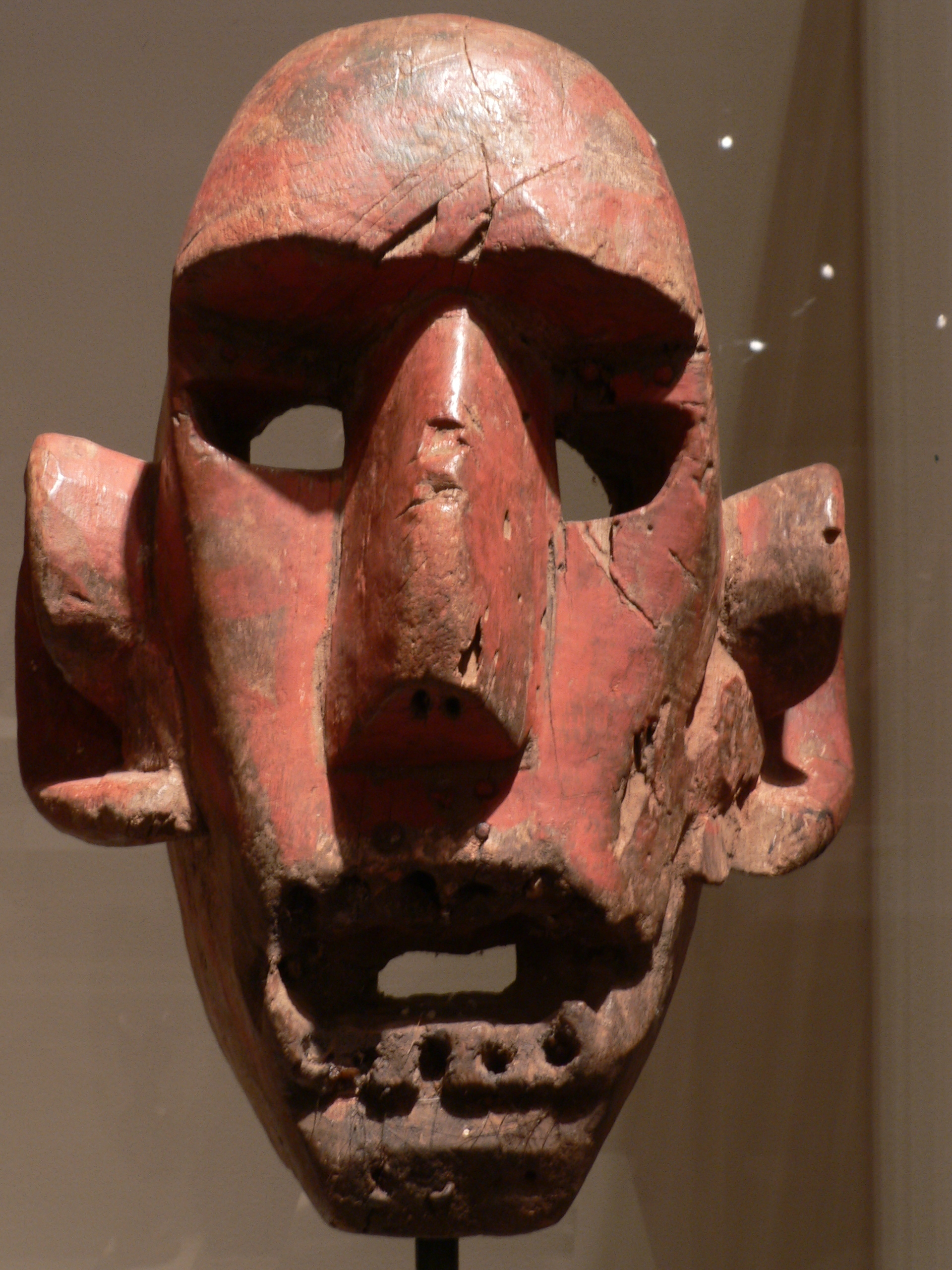
Doei (o Kwere), maschera di una antenata, Tanzania

Questa figura complessiva viene tuttavia resa in una forma altamente stilizzata. L'assenza di realismo si può ricondurre alla concezione comune a tutte le culture dell'Africa nera, per cui la maschera deve rappresentare lo spirito del soggetto e non la sua apparenza esteriore. Un caso estremo è dato da maschere come le nwantantay dei Bwa del Burkina Faso, che rappresentano gli spiriti volanti della foresta; poiché questi spiriti non hanno un aspetto esteriore, la maschera ha una forma completamente astratta, puramente geometrica.
Gli stilemi sono codificati dalla tradizione e possono per esempio indicare la comunità a cui la maschera appartiene, o avere un valore simbolico ben definito. Per esempio, i Bwa e i Buna del Burkina Faso realizzano maschere da falco, ma ognuna delle due etnie ha un proprio stile distintivo nel disegno del becco. In entrambi i casi, le ali del falco sono decorate con motivi geometrici con significati morali: le linee spezzate rimandano al percorso segnato degli antenati, difficile e tortuoso ma che conduce al successo, e i pattern a scacchiera rappresentano la contrapposizione e l'interazione fra i poli opposti della realtà (maschile-femminile, giorno-notte e via dicendo).
Stilemi con significato morale, e in particolare come rappresentazione simbolica di specifiche virtù, si trovano in numerose culture. Gli occhi socchiusi delle maschere dei Senefou della Costa d'Avorio, per esempio, rappresentano l'autocontrollo, la pace interiore e la pazienza. In Sierra Leone e altrove, occhi e bocca di dimensioni ridotte simboleggiano l'umiltà, e la fronte sporgente indica saggezza. Maschere con mento e bocca molto grandi, al contrario, possono rappresentare autorità e forza (per esempio in Gabon).

### Animali
Gli animali sono fra i soggetti più comuni delle maschere africane. Lo scopo di queste maschere può essere quello di rappresentare effettivamente lo spirito di un animale, in modo che diventi possibile parlargli (per esempio per chiedere alle belve feroci di non aggredire il villaggio), ma spesso l'animale è invece (o contemporaneamente) visto come simbolo e portatore di determinate virtù. Fra gli animali più rappresentati ci sono il bufalo (simbolo di forza, per esempio presso il popolo Baulé), il coccodrillo, il falco, la iena, il facocero e l'antilope. Quest'ultima ha un ruolo fondamentale nelle culture del Mali (per esempio presso i Dogon e i Bambara), in cui viene considerata simbolo dell'agricoltura e del lavoro nei campi. Le maschere da antilope dei Dogon hanno una forma estremamente stilizzata, un rettangolo con la sommità decorata da numerose corna, che simboleggiano l'abbondanza del raccolto. In quelle dei Bambara (note come chiwara) sono rappresentate le lunghe corna dell'antilope (simbolo della crescita rigogliosa del miglio), il pene (simbolo delle radici), le orecchie (che rimandano al canto delle donne per alleviare il lavoro nei campi degli uomini) e una linea spezzata che rappresenta il percorso del sole fra i due solstizi.
Una variante del tema della rappresentazione di animali è la composizione, in una singola figura mostruosa o astratta, dei tratti distintivi di diversi animali, eventualmente uniti a elementi umani. Questa fusione di elementi può avere lo scopo di indicare caratteristiche eccezionali, rappresentate attraverso la somma delle qualità simboleggiate dai diversi elementi della composizione. Per esempio, le maschere riservate alla società segreta dei Poro (presso il popolo Senufo, Costa d'Avorio) alludono al potere della società unendo in una singola figura tre simboli di pericolosità: corna di antilope, denti di coccodrillo e zanne di facocero. Un altro esempio molto noto è quello delle maschere kifwebe dei Songye (Congo), che uniscono strisce colorate (che rimandano alla zebra o all'okapi), fauci di coccodrillo, occhi di camaleonte, bocca di oritteropo, cresta di gallo, piume da gufo e altro ancora, il vestito che le accompagna è anch'esso a strisce solitamente bianche. Della Kifwebe c'è, comunque, una versione maschile ed una femminile.

### Bellezza femminile
Insieme agli animali, uno dei soggetti più comuni delle maschere africane è la donna, anch'essa rappresentata in forma stilizzata, in funzione dell'ideale di bellezza femminile proprio di ogni particolare cultura. Le maschere femminili dei Punu del Gabon, per esempio, enfatizzano tratti come le ciglia arcuate, gli occhi a mandorla, il mento sottile, e rappresentano nelle maschere anche i gioielli ornamentali tradizionali, disposti in due linee curve che vanno dai due lati del naso verso le orecchie. I Baga della Guinea invece rappresentano le cicatrici ornamentali della loro tradizione, e includono nella maschera una rappresentazione stilizzata di un seno reso cadente dall'allattamento (simbolo di fertilità). Queste maschere da donna sono rigorosamente indossate da uomini.

### Antenati
Le maschere che riproducono in modo più o meno esplicito la forma del teschio umano sono spesso legate al culto degli antenati. Un esempio è la maschera detta mwana pwo (letteralmente "giovane donna") del popolo Chokwe dell'Angola, che unisce stilemi legati alla rappresentazione della bellezza femminile (viso proporzionato, naso e mento piccoli) ad altri tipici del defunto (orbite incavate, labbra screpolate e lacrime); rappresenta un'antenata morta in tenera età, che viene evocata durante il rito della circoncisione e in altre cerimonie legate al rinnovamento della vita. Poiché il culto degli antenati è spesso legato anche al tema della riproduzione e della fertilità, molte maschere uniscono i tratti del teschio con simboli sessuali; la maschera ndeemba del popolo Yaka (Angola, Congo), per esempio, ha l'aspetto di un teschio con un naso di forma fallica.
Alcune maschere rappresentano antenati illustri, personaggi storici o leggendari. Le maschere mwaash ambooy e mgady amwaash del popolo Kuba (Repubblica Democratica del Congo), per esempio, rappresentano rispettivamente il fondatore del Regno Kuba, Woot, e sua moglie Mweel.

## Materiali e struttura

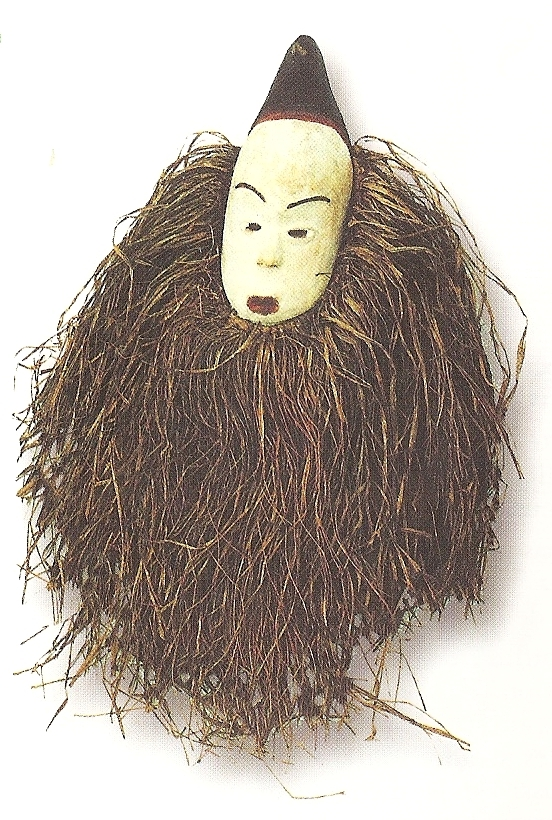
Maschera dell'etnia Mitsogo, Gabon

La struttura principale delle maschere africane è in genere in legno; più raramente si impiegano pietre morbide come la saponaria, oppure pelle o tessuto. Il materiale viene lavorato (per esempio intagliato o scolpito) e spesso dipinto (con carbone vegetale, ocra o altri pigmenti di origine naturale). Alla struttura principale possono essere applicati elementi decorativi in altri materiali, come pelo, corna, denti, conchiglie, semi, iuta, paglia, guscio d'uovo (soprattutto di struzzo) o piume. Queste applicazioni servono talvolta a rappresentare in modo più efficace elementi anatomici del soggetto (per esempio, pelo animale e paglia sono spesso usati come capelli o barba, e corna o zanne possono servire da denti).
Le maschere possono avere diversi tipi di struttura in funzione del modo in cui si devono indossare. Il tipo più comune, presente in gran parte dell'Africa, è quello che si appoggia sul volto, in verticale, come la maggior parte delle maschere occidentali. Altre maschere si appoggiano sulla testa, e quindi non coprono il volto; esempi sono le maschere degli Ekhoi (Nigeria) e dei Bwa (Burkina Faso), e i celebri copricano-maschera chiwara dei Bambara. Alcune (per esempio quelle ricavate da un tronco cavo o scavato del popolo Sande della Liberia e dei Mandé della Sierra Leone) si indossano come scafandri o elmi, e coprono l'intera testa. Alcuni popoli realizzano maschere che non coprono il volto ma il torso; un esempio sono quelle usate nelle cerimonie ndimu dei Makonde (Tanzania). Ci sono anche maschere molto piccole che i cacciatori Lega indossavano sul braccio appena sotto la spalla.

## Maschere commerciali
Le maschere sono fra i prodotti artigianali africani più amati dagli occidentali; se ne trovano praticamente in tutti i negozi e mercati per turisti delle principali località africane, e in molti negozi europei e nordamericani che propongono articoli cosiddetti "etnici". Di conseguenza, la produzione di maschere (come di altri oggetti artigianali) è diventata una vera e propria industria in molti paesi africani. Le maschere "commerciali" (o "turistiche") che si trovano nei mercati e nei negozi sono idealmente riproduzioni più o meno fedeli di maschere tradizionali delle diverse etnie. Questo legame originario con la tradizione si va comunque progressivamente indebolendo a favore di considerazioni economiche. La logica del mercato rende anche sempre più difficile identificare la reale provenienza (sia geografica che stilistica) di maschere e altri prodotti artigianali; per esempio, nel grande mercato di Okahandja, in Namibia, si vendono quasi esclusivamente maschere prodotte in Zimbabwe che riproducono (a basso costo e con materiali di seconda scelta) stili originari di molte diverse regioni dell'Africa nera.